# Parc provincial Forks of the Credit
Le parc provincial Forks of the Credit (anglais : Forks of the Credit Provincial Park) est un parc provincial de l'Ontario situé à Caledon. Il fait partie de la réserve de biosphère de l'Escarpement du Niagara. Le sentier Bruce (en) traverse le parc. On y trouve entre autres un kettle et des éboulis.